# Purpuricenus lituratus
Purpuricenus lituratus là một loài bọ cánh cứng trong họ Cerambycidae.